# IIA (entreprise)
Pour les articles homonymes, voir IIA.
La société I.I.A. S.p.A. - acronyme de Industria Italiana Autobus, est née de la volonté dz Stefano Del Rosso, ancien dirigeant de Officine Padane puis directeur général de la filiale européenne du constructeur chinois King Long Italy.

## Contexte Economique
Les temps modernes ont engendré une révolution en la matière avec un regroupement forcé en sociétés disposant de parcs comptant jusqu'à un millier d'autocars, ce qui a obligé les constructeurs à standardiser leurs productions. En Italie, comme dans quasiment tous les autres pays, les constructeurs proposaient leurs véhicules standard mais aussi des formules châssis motorisés destinés aux carrossiers spécialisés qui créaient, à la demande du client. Des sociétés comme Padane, Orlandi, Menarini, Dalla Via, Barbi, Viberti ont été actives. 
Depuis 2011, la dernière usine d'autobus et autocars du groupe Fiat-Iveco, implantée à Flumeri et plus connue sous le nom de Valle Ufita, a fermé. Ses fabrications ont été transférées sur les autres sites du groupe, Annonay en France et dans l'usine Tchèque. Le dernier constructeur important italien BredaMenarinibus, a été placé sous administration judiciaire en 2013 ; son propriétaire Finmeccanica l'a cédé en 2015 pour constituer I.I.A. - Industria Italiana Autobus S.p.A..

## Histoire
Durant l'année 2014 un projet impliquant le constructeur chinois, premier producteur mondial d'autobus et autocars, Xiamen King Long, a été avancé. Une nouvelle entité Industria Italiana Autobus S.p.A. a été envisagée dont le groupe Finmeccanica, propriétaire du constructeur BredaMenarinibus, devait être actionnaire à hauteur de 20%. Cette nouvelle entité devait reprendre les usines ex IVECO de Flumeri (Valle Ufita) et ses 272 salariés au chômage, ainsi que l'usine BredaMenarinibus de Bologne et ses 300 salariés encore en activité. Les discussions très difficiles entre chinois et italiens qui prévoyaient la création de la société IIA S.p.A. et son début d'activité au 1er janvier 2015, n'aboutirent pas. Seuls les acteurs italiens parvinrent à unifier leurs efforts.
Il faudra attendre la fin d'année 2015 pour que la création de IIA S.p.A. devienne réalité et que les commandes de 211 véhicules puissent être officiellement enregistrées et honorées en 2016.
Le nouveau constructeur italien commercialise une gamme de véhicules sous trois marques différentes :
- Menarinibus pour les véhicules urbains diesel, GNV et électriques :
  - Menarinibus Citymood, en version 10,5 - 12 et 18 mètres, diesel, GNV et trolleybus,
  - Menarinibus Vivacity, en version midibus de 6 et 7 mètres, diesel et GNV,
  - Menarini Zeus, un midibus électrique de 6 mètres et 22 places.

- Officine Padane, réputé pour ses autocars de grand tourisme notamment,

- Rampini S.p.A., réputé pour ses véhicules à traction électrique, qui se retirera quelques mois plus tard du groupement.
  - Rampini Alè, un midibus diesel, électrique ou hybride-fuel cell, de 7,5 mètres et 50 places